# ماري كاي ستيرنز
ماري كاي ستيرنز (بالإنجليزية: Mary Kay Stearns)‏ هي ممثلة أمريكية، ولدت في 27 أكتوبر 1925 في غلينديل في الولايات المتحدة، وتوفيت في 17 نوفمبر 2018.

## وصلات خارجية
- ماري كاي ستيرنز على موقع IMDb (الإنجليزية)
- ماري كاي ستيرنز على موقع قاعدة بيانات برودواي على الإنترنت (الإنجليزية)
- ماري كاي ستيرنز على موقع قاعدة بيانات الفيلم (الإنجليزية)